# Джой Мантія
Джой Мантія (7 лютого 1986 , Окала, Флорида ) — американський ковзаняр, олімпійський медаліст, чемпіон світу.

## Олімпійські ігри
| Рік  | Місто                     | 1000 метрів | 1500 метрів | Мас-старт | Командне переслідування |
| ---- | ------------------------- | ----------- | ----------- | --------- | ----------------------- |
| 2014 | Сочі, Росія               | 15          | 22          | —         | 7                       |
| 2018 | Пхьончхан, Південна Корея | 4           | 8           | 9         | 8                       |
| 2022 | Пекін, Китай              |             | 6           | —         | 3                       |